# Dan Perjovschi

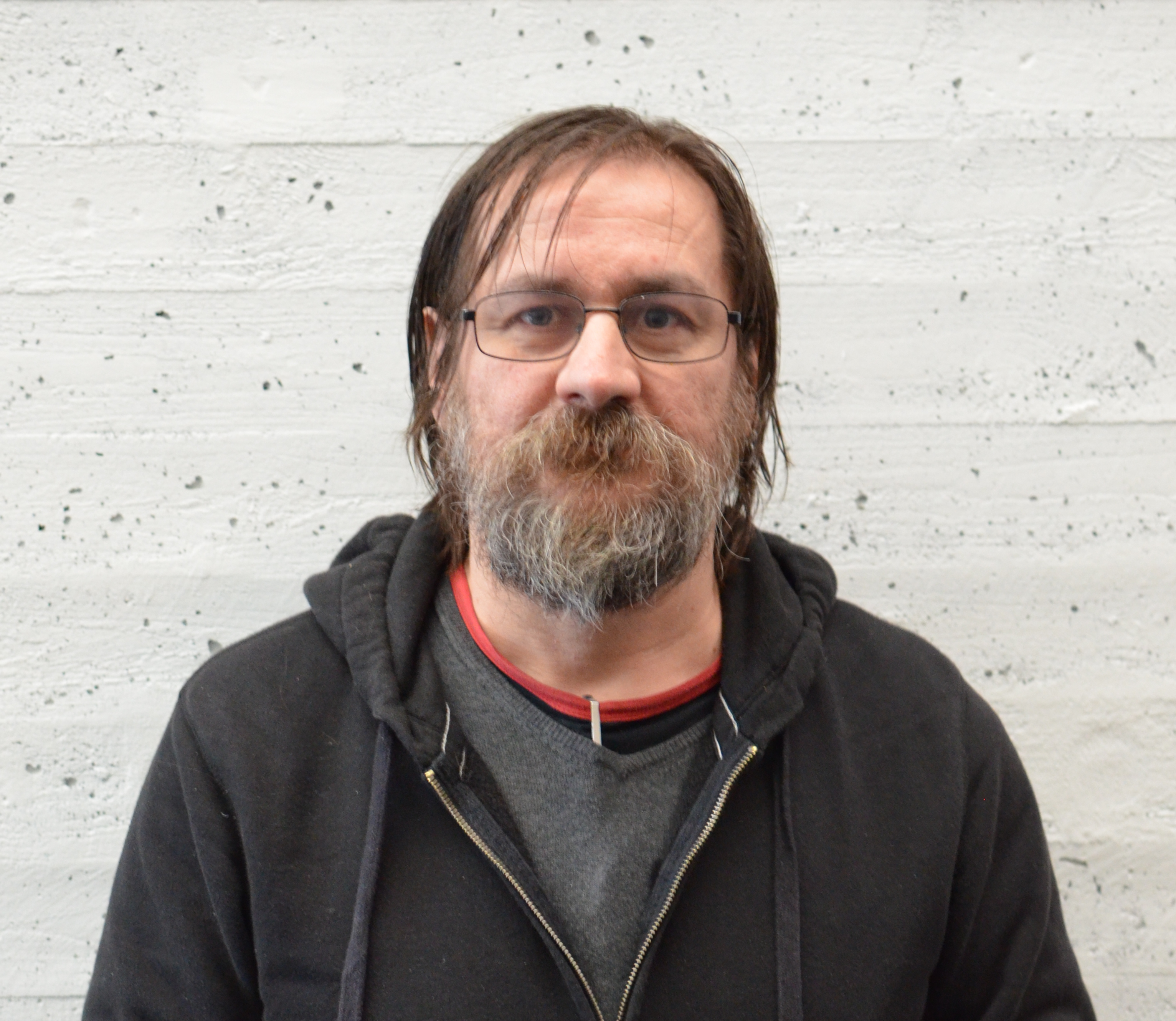
Perjovschi in 2013

Dan Perjovschi (Sibiu, 1961) is een Roemeens cartoonist en beeldend kunstenaar. In zijn werken vermengt hij tekeningen, strips en graffiti.
Hij trad naar voren vanaf 1990, toen hij als cartoonist in de Roemeense pers het leven na Ceausescu met zwarte humor documenteerde. Hij werkte voornamelijk voor de oppositiekrant 22. Vanaf 2010 begon hij vrijer werk te maken dat vaak in de tentoonstellingsruimte is gecreëerd en enkel voor de duur van de tentoonstelling bestaat.
- Bibsys: 8062624
- Bibliothèque nationale de France: cb14418896m (data)
- Gemeinsame Normdatei: 121783499
- International Standard Name Identifier: 0000 0000 7841 7077
- Library of Congress Control Number: no97051409
- Nationale Bibliotheek van Tsjechië: js20090722001
- Nederlandse Thesaurus van Auteursnamen: 37429108X
- RKD-Nederlands Instituut voor Kunstgeschiedenis: 301484
- Système universitaire de documentation: 079913881
- Union List of Artist Names: 500120953
- Virtual International Authority File: 17438643
- WorldCat: E39PBJg8FHbCx67RMccXqmd4v3